# Denkmalgeschützte Objekte im Okres Levoča

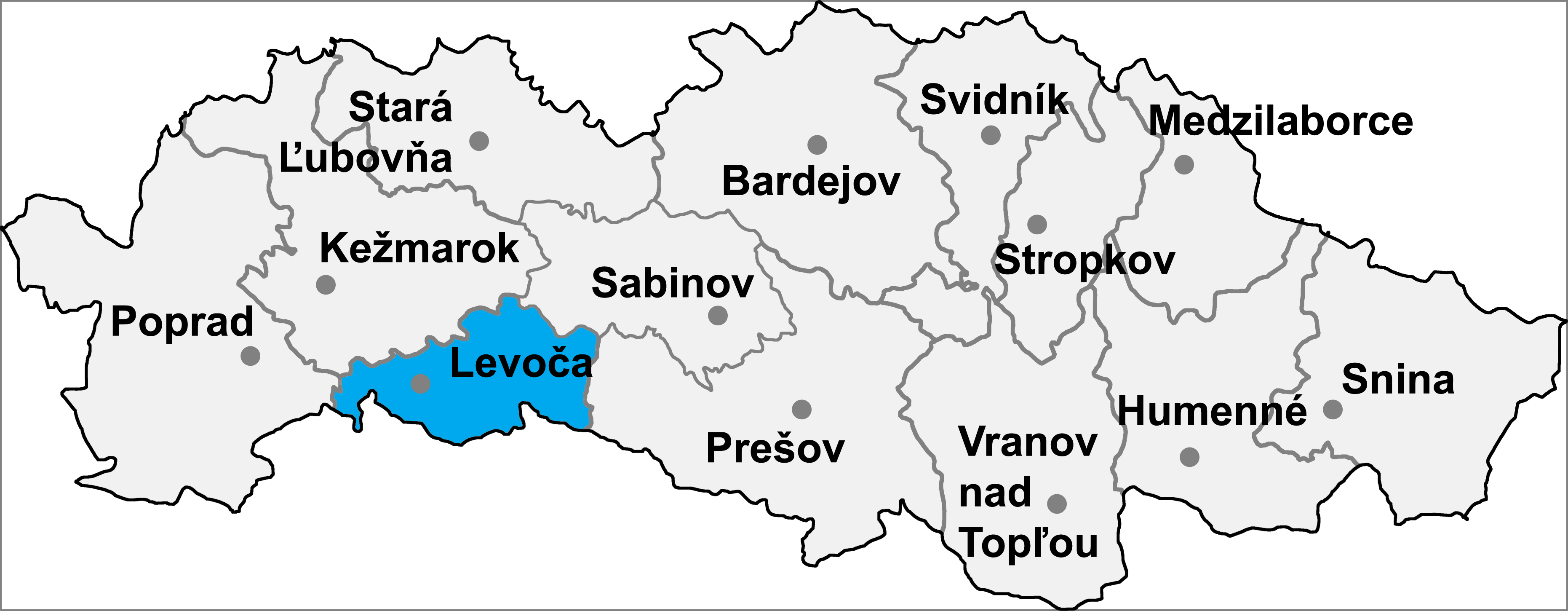

Im Okres Levoča bestehen 796 denkmalgeschützte Objekte. Die unten angeführte Liste führt zu den Gemeindelisten und gibt die Anzahl der Objekte an. In Gemeinden, die nicht verlinkt sind, existieren keine geschützten Objekte.
| Gemeindeliste                        | Objektanzahl |
| ------------------------------------ | ------------ |
| Baldovce (Eckersdorf)                | 0            |
| Beharovce (Beharz)                   | 0            |
| Bijacovce (Betendorf)                | 26           |
| Brutovce (Stenzelau)                 | 2            |
| Buglovce (Schreibersdorf)            | 0            |
| Dlhé Stráže (Lengwart)               | 0            |
| Doľany (Lichtau)                     | 0            |
| Domaňovce (Damannsdorf)              | 0            |
| Dravce (Drautz)                      | 2            |
| Dúbrava (Eichendorf)                 | 0            |
| Granč-Petrovce (Grantsch-Petersdorf) | 5            |
| Harakovce (Harachsdorf)              | 1            |
| Jablonov (Apfelsdorf)                | 10           |
| Klčov (Koltsch-Kontschan)            | 2            |
| Korytné (Koritnau)                   | 1            |
| Kurimany (Kirn)                      | 1            |
| Levoča/A–K (Leutschau)               | 83           |
| Levoča/M (Leutschau)                 | 116          |
| Levoča/N (Leutschau)                 | 67           |
| Levoča/P–V (Leutschau)               | 100          |
| Lúčka (Wieschen)                     | 6            |
| Nemešany (Nemeschan)                 | 1            |
| Nižné Repaše (Unterripsch)           | 86           |
| Oľšavica (Olschau)                   | 17           |
| Ordzovany (Radioltz)                 | 6            |
| Pavľany (Sankt Paul)                 | 0            |
| Poľanovce (Polansdorf)               | 1            |
| Pongrácovce (Pankratsdorf)           | 2            |
| Spišské Podhradie (Kirchdrauf)       | 145          |
| Spišský Hrhov (Gorg)                 | 16           |
| Spišský Štvrtok (Donnersmark)        | 5            |
| Studenec (Kohlbach)                  | 2            |
| Torysky (Siebenbrunn)                | 27           |
| Uloža (Köppern)                      | 16           |
| Vyšné Repaše (Oberripsch)            | 47           |
| Vyšný Slavkov (Oberschlauch)         | 0            |